# Knooppunt Drachten
Het knooppunt Drachten (ook wel bekend als Knooppunt Ureterpvallaat (Fries: Knooppunt Oerterper fallaat) is de Nederlands verkeersknooppunt tussen de autosnelweg A7 en de autowegen N31 en N381 bij Drachten, in de provincie Friesland. Het knooppunt is vormgegeven als klaverbladknooppunt zonder rangeerbanen. 
Op deze locatie lag oorspronkelijk een halfklaverblad. Bij de uitbouw van de oostelijke N31 tot 2x2 autoweg is deze aansluiting uitgebreid tot een volledig klaverblad zonder rangeerbanen. In maart 2022 is nieuwe bewegwijzering geplaatst op de N31 waarbij de aansluiting officieel de status van knooppunt kreeg met de naam Drachten. Op de A7 en op de N381 zijn deze borden nog niet geplaatst. Doordat op de A7 het knooppunt geen knooppuntstatus heeft, is het een dubbelafrit met nummers 30 en 30a. 

## Richtingen knooppunt
| Aansluitende wegen                            | Aansluitende wegen | Aansluitende wegen                    | Aansluitende wegen | Aansluitende wegen                    |
| --------------------------------------------- | ------------------ | ------------------------------------- | ------------------ | ------------------------------------- |
| richting Leeuwarden / Franeker / Harlingen    |                    |                                       |                    | richting Groningen / Bad Nieuweschans |
|                                               |                    |                                       |                    |                                       |
|                                               |                    |                                       |                    |                                       |
|                                               |                    |                                       |                    |                                       |
| richting Heerenveen / Sneek / Hoorn / Zaandam |                    | richting Oosterwolde / Smilde / Emmen |                    |                                       |

Almere · Amstel · Arnestein · Assen · Azelo · Badhoevedorp · Bankhoef · Batadorp · Beekbergen · Benelux · Beverwijk · Bodegraven ·  Boterdiep ·  Buren · Burgerveen · Coenplein · De Baars · De Hoek · De Hogt · De Nieuwe Meer · De Poel · De Punt · De Stok · Deil · Diemen · Drachten · Drie Klauwen · Eemnes · Ekkersweijer · Emmeloord · Empel · Euvelgunne · Everdingen · Ewijk · Galder · Gooimeer · Gorinchem · Gouwe · Grijsoord · Hattemerbroek · Heerenveen · Hellegatsplein · Het Vonderen · Hintham · Hoevelaken · Hofvliet · Holendrecht · Holsloot · Hoogeveen · Hooipolder · IJmuiden (niet officieel) · Joure · Julianaplein · Kerensheide · Kethelplein · Klaverpolder · Kleinpolderplein · Kooimeer · Kruisdonk · Kunderberg · Lankhorst · Leenderheide · Lunetten · Maanderbroek · Markiezaat · Muiderberg · Neerbosch · Noordhoek · Ommedijk · Oud-Dijk · Oudenrijn · Paalgraven · Princeville · Prins Clausplein · Raasdorp ·  Reitdiep ·  Ressen · Ridderkerk · Rijkevoort · Rijnsweerd · Rottepolderplein · Rozenburg · Sabina · Sint-Annabosch · Stelleplas · Slufter · Ten Esschen · Terbregseplein · Tiglia · Vaanplein · Valburg · Velperbroek · Velsen · Vlaardingen · Vrijheidsplein · Vught · Waterberg · Watergraafsmeer · Werpsterhoek · Westerlee · Ypenburg · Zaandam · Zaarderheiken · Zonzeel · Zoomland · Zuidbroek · Zurich

Geplande knooppunten:
De Liemers · Zestienhoven

Voormalige knooppunten:
Bocholtz · Ekkersrijt · Europaplein (Groningen) · Europaplein (Maastricht) · Lindenholt